# Rođeni u pravo vreme
Rođeni u pravo vreme är Suzana Jovanovićs debutalbum, som gavs ut år 1994 med bandet Južni Vetar.

## Låtlista
1. Rođeni u pravo vreme (Född i rätt tid)
2. Zovu me mladići (De kallar mig ung)
3. Vrati se kući (Återgå till hemmet)
4. Uvek bićeš moj (Alltid kommer du vara min)
5. Mene ima ko da voli (Jag har någon att älska)
6. Spremi mi, majko, darove (Rädda mig, mor, gåvor)
7. Poljubi me za rastanak (Kyssa mig adjö)
8. Ti nikad nećeš znati koliko sam te volela (Du kommer aldrig att veta hur mycket jag älskade dig)